# Exemption d'impôt
Une exemption d'impôt permet à une personne, association ou fondation de ne pas être taxée sur une certaine somme et sous certaines conditions.
Exempter une catégorie de personnes d'un impôt est un instrument politique puissant. Les objectifs peuvent être :
- favoriser un groupe de personnes en échange d'un service particulier rendu à l'État : l'exemption d'impôts de la noblesse sous l'ancien régime en échange de sa participation à l'effort de guerre.
- favoriser une activité économique, dans l'idée d'en retirer des profits futurs ou pour combler des problèmes liés à une situation particulière : certaines exemptions dans les départements d'outre-mer, l'exemption d'impôts de certaines villes du Moyen Âge.

## Exemples
- Les fondations à but non lucratif